# Tempiale

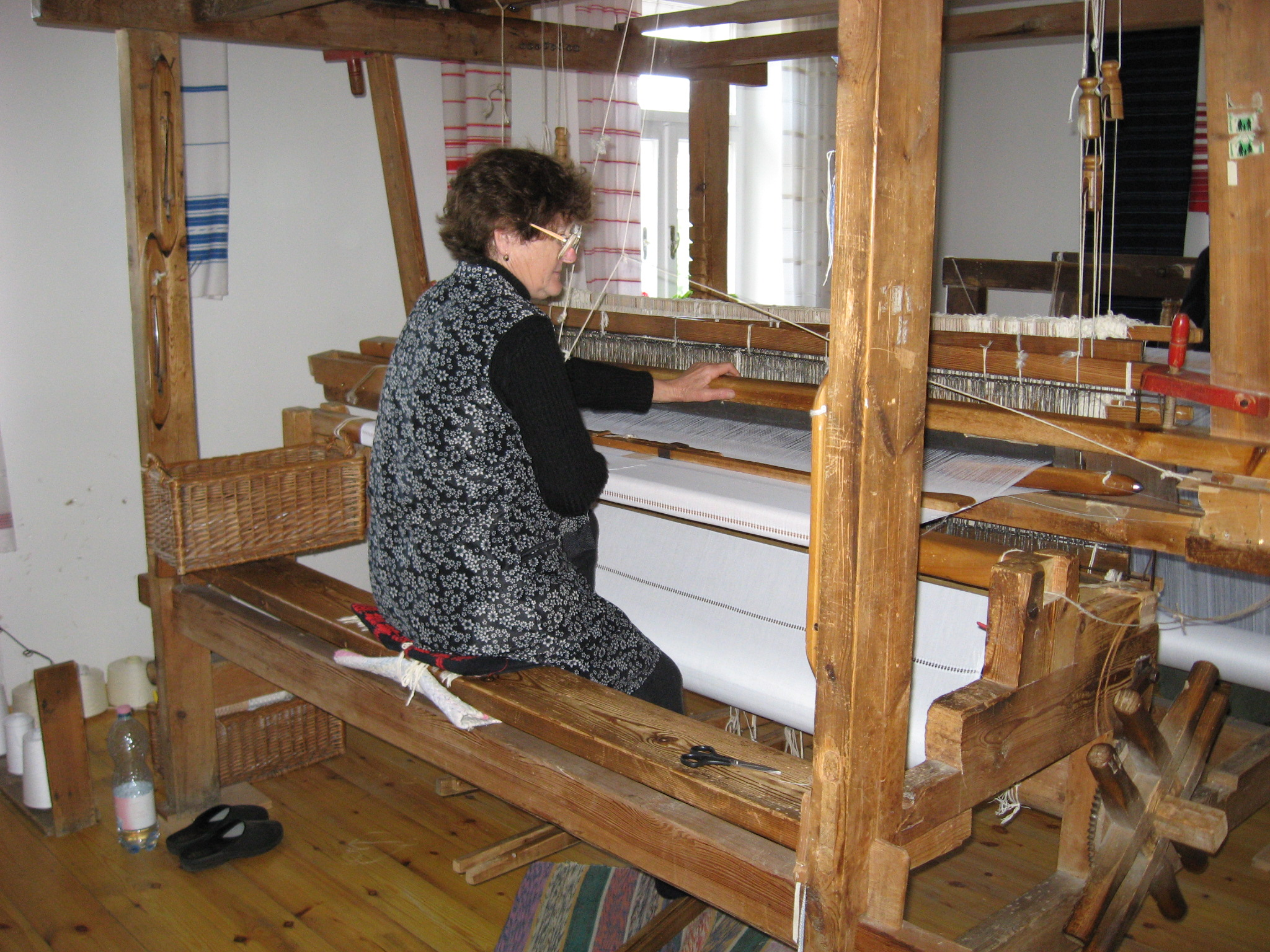
Tessitrice al lavoro con il tempiale

Il tempiale è un attrezzo usato nella tessitura per impedire il restringimento del tessuto durante la lavorazione.

## Struttura
È una struttura dotata di dentini metallici alle estremità, realizzata in legno o metallo. Il tempiale tradizionale è costituito da una bacchetta che scorre in modo telescopico tra altre due, mantenute tutte parallele da fascette e dotate di fermi di bloccaggio per adeguare la lunghezza complessiva delle bacchette alla larghezza del tessuto. Nei telai meccanizzati il tempiale è un tubo di metallo fissato al telaio con due bracci muniti di testine dentate.

## Funzionamento
Il tessuto durante la lavorazione tende a ritirarsi nel senso della trama, per l'assestamento del filo di trama, che quando viene inserito dalla navetta è rettilineo e quando viene battuto dal pettine va ad assestarsi tra i fili dell'ordito assumendo una forma serpeggiante, cosa che determina il suo accorciamento con il conseguente avvicinamento delle due cimosse della pezza. Il tempiale viene regolato con la larghezza nominale del tessuto e i suoi dentini vengono conficcati nelle cimosse, in questo modo le cimosse non possono avvicinarsi, il filo di trama viene forzato a assestarsi su quelli di ordito facendo una strada più lunga di quella che avrebbe fatto senza la presenza del tempiale. I forellini che si possono osservare sulla cimossa di molti tessuti sono stati lasciati dal tempiale.